# Giovanni Battista Gigliucci
Giovanni Battista Gigliucci (Fermo, 19 settembre 1815 – Roma, 29 marzo 1893) è stato un politico italiano.
Fu senatore del Regno d'Italia nella XVI legislatura.

## Biografia
Nacque dal conte Claudio e dalla contessa Marianna Garulli. 
Rimasto orfano dei genitori all'età di due anni, fu dapprima educato da precettori ecclesiastici, quindi seguì corsi di matematica e fisica. Passò poi a giurisprudenza, ma dovette interrompere gli studi per occuparsi del patrimonio familiare. 
Sposò il soprano di origini inglesi Clara Novello, dalla quale ebbe cinque figli: Giovanni, Porzia, Mario, Bona e Valeria.